# DM i ishockey 1959-60
Danmarksmesterskabet i ishockey 1959-60 var det tredje DM i ishockey. Mesterskabet blev arrangeret af Dansk Ishockey Union og havde deltagelse af tre klubber: de jyske mestre fra Silkeborg Skøjteløberforening samt Rungsted Ishockey Klub og de forsvarende mestre fra Kjøbenhavns Skøjteløberforening (KSF). Mesterskabet var det første i fire sæsoner, idet det de foregående tre vintre ikke havde været muligt at afvikle DM på grund af mangel på frostvejr.
Silkeborg Skøjteløberforening havde kvalificeret sig til DM-turneringen ved at vinde det jyske mesterskab i ishockey (for sjette gang i træk), og i kampen om "provinsmesterskabet" (der i praksis var en DM-semifinale) mødte jyderne Rungsted Ishockey Klub. Kampen blev spillet den 28. februar 1960 på Østerbro Stadion i København, hvor nordsjællænderne vandt med 17-1 og dermed gik videre til DM-finalen mod KSF, mens silkeborgenserne måtte nøjes med bronzemedaljerne, ligesom i sæsonen 1954-55.
DM-finalen blev spillet den 6. marts 1960 på Østerbro Stadion, hvor KSF besejrede Rungsted med 6-5 (3-1, 1-4, 1-0, 1-0). Stillingen efter ordinær spilletid var 5-5, og derfor blev kampen afgjort i 2 × 5 minutters forlænget spilletid, hvor KSF's Bjarne Carlsens enlige mål afgjorde mesterskabet. Dermed forsvarede københavnerne deres danmarksmesterskab vundet i sæsonen 1955-56, hvor de ligeledes havde vundet over Rungsted IK i finalen.